# Speccy
Speccy es un software de utilidad gratuito el cual le muestra al usuario especificaciones acerca del hardware y el software de su equipo. La información mostrada en Speccy incluye el modelo del procesador, el espacio del disco duro y su velocidad, la cantidad de memoria RAM, información acerca de la tarjeta gráfica y del sistema operativo.
El programa ofrece una versión de pago la cual ofrece varias ventajas con respecto a su versión gratuita, como por ejemplo, las actualizaciones automáticas y soporte técnico exclusivo.
La información recogida por Speccy puede ser exportada en formato XML o TXT.

## Información recogida
Speccy recoge y muestra la siguiente información:
- Modelo del procesador, marca y capacidad
- Espacio en disco duro (libre y total), y velocidad
- Tipo de memoria RAM y capacidad
- Información acerca del sistema operativo
- Tarjeta gráfica y de video
- Tarjeta de sonido
- Modelo e información sobre la tarjeta madre
- Tarjeta de red